# Murieta
Murieta – gmina w Hiszpanii, w Nawarze, o powierzchni 4,47 km². W 2011 roku gmina liczyła 352 mieszkańców.